# Robert H. Burris
Robert H. Burris (Brookings (Dakota del Sur), 13 de abril de 1914-11 de mayo de 2010) fue un profesor estadounidense.

## Biografía
Nacido en Brookings, Dakota del Sur, Burris obtuvo un bachiller universitario en ciencias en química en la Universidad Estatal de Dakota del Sur en 1936 y su doctorado de la Universidad de Wisconsin-Madison en 1940. Estuvo vinculado al Departamento de Bioquímica de la Universidad de Wisconsin-Madison. Fue elegido miembro de la Academia Nacional de Ciencias en 1961, además recibió otros reconocimientos como la Medalla Nacional de Ciencia y fue miembro de la American Philosophical Society, entre otros. La investigación de Burris se centró en los mecanismos de reacción enzimática e hizo importantes contribuciones sobre la fijación de nitrógeno.
Hizo una investigación postdoctoral con Harold Clayton Urey en la Universidad de Columbia y luego regresó a Madison, donde finalmente se convirtió en profesor en el departamento de bioquímica. Fue presidente del departamento de 1958 a 1970. Se retiró de la investigación activa en 1984, habiendo formado a más de 70 estudiantes de investigación doctoral. Murió en 2010 a los 96 años.